# Amphimallon ochraceum
Amphimallon ochraceum es una especie de coleóptero de la familia Scarabaeidae.

## Distribución geográfica
Habita en Europa occidental.